# 岩倉支線
岩倉支線（日语：／）是連接愛知縣岩倉市岩倉站至同縣小牧市小牧站之間的名古屋鐵道（名鐵）鐵道路線，該線為名鐵小牧線的支線。現時已經廢除。

## 路線資料
※資料截至路線廢除前一刻
- 路線距離（營業距離）：5.5公里
- 軌距：1067毫米
- 車站數目：5座（包括起終點站）
- 雙線區間：沒有（全線單線）
- 電氣化區間：全線（直流1500V）

## 歷史
在名古屋鐵道營運岩倉支線前，原本由名古屋電氣鐵道（名電）建設和營運。當時該線是犬山線連接至小牧的接駁線。路線名稱方面，在開通當初名為「小牧線」。後來隨著城北線（後來名為大曾根線，現時為小牧線）開通後，由於城北線成為了連接名古屋方向的主線，該線在上飯田站可轉乘御成通線，因此此線便變為本地線，並改名為岩倉支線。結果，連接名古屋市內的鐵路線便由岩倉支線變為小牧線。後來，隨著決定建設國道41號名濃繞道，由於繞道與鐵路線之間設有相交點，因此決定把鐵路線廢除。現時，名鐵巴士開設了替代巴士路線。
關於後來建設的直達路線後而被廢除的鐵路線例子，除了此路線外，還有也是於岩倉分支出來的一宮線。但是，現時小牧線總站上飯田站中，在此支線廢除後7年，由於名古屋市電也廢除，因此小牧線失去了連接名古屋市中心的鐵路接駁服務。當時有一些人認為廢除這條線，並以犬山線取代此線連接名古屋市中心是為時過早。後來需要等待至2003年3月，市營地下鐵上飯田線開通後，使小牧線再次設有直達名古屋市中心的鐵路服務。
- 1914年（大正3年）4月15日：名古屋電氣鐵道得到鐵路建設許可（丹羽郡岩倉町至東春日井郡小牧町之間）[2]。
- 1920年（大正9年）9月23日：名古屋電氣鐵道小牧線岩倉站至小牧站之間開通[3]。
- 1921年（大正10年）7月1日 名古屋電氣鐵道的路線轉讓給名古屋鐵道。
- 1944年（昭和19年）：中市場站暫停營業。
- 1945年（昭和20年）5月1日：小牧分岔點至新小牧站之間開通，小牧分岔點至小牧站（第一代）之間廢除。新小牧站改名為小牧站（第二代）[4]。路線長度延長0.4公里[5]。
- 1946年（昭和21年）11月5日：西小牧站啟用[6]。
- 1948年（昭和23年）5月16日：路線名稱改為岩倉支線（同日，大曾根線改名為小牧線）[7]。
- 1955年（昭和30年）1月22日：架空電纜電壓由600伏特增至1500伏特[8]。
- 1964年（昭和39年）4月26日：全線廢除[9]。

## 車站列表
所有車站位於愛知縣內。
| 中文站名 | 日文站名 | 英文站名     | 站間距離 | 營業距離 | 接續路線                                                | 所在地 |
| -------- | -------- | ------------ | -------- | -------- | ------------------------------------------------------- | ------ |
| 岩倉     | 岩倉     | Iwakura      | -        | 0.0      | 名古屋鐵道：犬山線（現存）、一宮線（1965年4月25日廢除） | 岩倉市 |
| 中市場   | 中市場   | Nakaichiba   | 0.3      | 0.3      |                                                         | 岩倉市 |
| 小木     | 小木     | Koki         | 2.0      | 2.3      |                                                         | 小牧市 |
| 小針     | 小針     | Obari        | 1.2      | 3.5      |                                                         | 小牧市 |
| 西小牧   | 西小牧   | Nishi-Komaki | 1.2      | 4.7      |                                                         | 小牧市 |
| 小牧     | 小牧     | Komaki       | 0.8      | 5.5      | 名古屋鐵道：小牧線（現存）                              | 小牧市 |

- 中市場站在全線廢除前的1944年已經暫停營業

## 注腳
1. ↑  名古屋鉄道 (编). . 1961: 697. ASIN B000JAMKU4 （日语）.
2. ↑  「軽便鉄道免許状下付」《官報》1914年4月18日（國立國會圖書館數碼化收藏）
3. ↑  「地方鉄道運輸開始」《官報》1920年10月12日（國立國會圖書館數碼化收藏）
4. ↑  名古屋鉄道広報宣伝部（編）. . 名古屋鉄道. 1994: 972 （日语）.
5. ↑  名古屋鉄道広報宣伝部（編）. . 名古屋鉄道. 1994: 840 （日语）.
6. ↑  名古屋鉄道広報宣伝部（編）. . 名古屋鉄道. 1994: 976 （日语）.
7. ↑  名古屋鉄道広報宣伝部（編）. . 名古屋鉄道. 1994: 980 （日语）.
8. ↑  名古屋鉄道広報宣伝部（編）. . 名古屋鉄道. 1994: 992 （日语）.
9. ↑  名古屋鉄道広報宣伝部（編）. . 名古屋鉄道. 1994: 1014 （日语）.

## 外部連結
- 岩倉支線路線地圖 （页面存档备份，存于）（日語）